# Clot de Matavaques
El Clot de Matavaques és un clot del terme municipal de Conca de Dalt, a l'antic terme de Toralla i Serradell, al Pallars Jussà, en territori del poble d'Erinyà.
Està situat al sud-est d'Erinyà, al sud-est del Serrat de Romers, al nord de La Gargalla i del Bosc de la Granja de Mascarell i al nord-est de lo Batllet. És a ponent de la carretera N-260, en el punt quilomètric 312.